# Steve McManaman
Steven Charles McManaman (Liverpool, 11 de febrero de 1972) es un exfutbolista británico que jugaba como centrocampista. Destacó en el Liverpool FC y en el Real Madrid entre los años 1990 y 2000.
Dicha progresión le llevó al club español, donde se convirtió en el futbolista inglés más laureado que ha jugado para un club en el extranjero, hecho destacado por la UEFA, máximo organismo continental del fútbol europeo, y con el que se convirtió en el primer jugador inglés en ganar la Liga de Campeones con un club no inglés, y dos años después se convirtió en el primer jugador inglés en ganarla dos veces. Actualmente se desempeña como comentarista en el canal deportivo BT Sport.
En 2008, fue clasificado tercero en un top-10 de los mejores futbolistas británicos en jugar en el extranjero, por detrás de Kevin Keegan y John Charles.

## Trayectoria
Después de nueve años en el Liverpool, durante el cual ganó la Copa FA y la Copa de la Liga, McManaman, al terminar su contrato, se trasladó al Real Madrid en 1999, sin coste alguno. La transferencia se convirtió en una de las decisiones más polémicas y uno de los fichajes gratuitos de más alto perfil de todos los tiempos.
Para evitar que McManaman se marchase gratis al terminar su contrato, el Liverpool lo ofreció al FC Barcelona. El acuerdo se cerraría en 3.000 millones de pesetas; sin embargo, el entrenador barcelonista Louis van Gaal rechazó a McManaman calificándolo de poco goleador y en su lugar fichó al brasileño Rivaldo.
En el Real Madrid ganó La Liga dos veces antes de trasladarse al Manchester City en 2003 y retirarse del fútbol en 2005. Después de su retiro, trabajó como un comentarista de fútbol para Setanta Sports, ESPN y BT Sport.

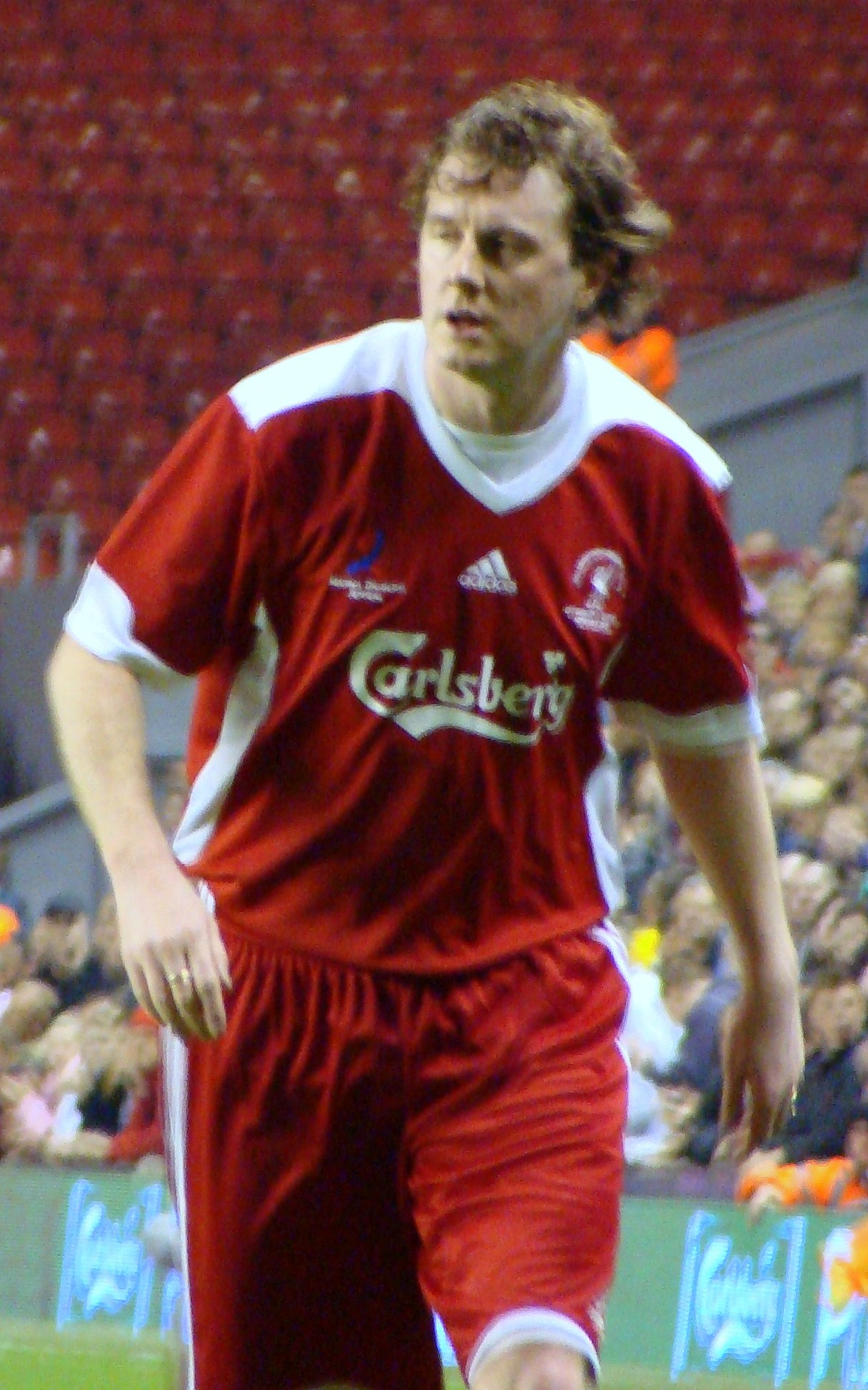
McManaman en 2009 disputando un partido benéfico.

## Estadísticas

### Clubes
| Club                  | País       | Año     | Partidos | Goles | Asist. |
| --------------------- | ---------- | ------- | -------- | ----- | ------ |
| Liverpool F. C.       | Inglaterra | 1989-99 | 364      | 66    | 134    |
| Real Madrid C. F.     | España     | 1999-03 | 158      | 14    | 29     |
| Manchester City F. C. | Inglaterra | 2003-05 | 44       | 0     | 7      |

### Selecciones

#### Participaciones en fases finales
| Torneo              | Sede                 | Resultado        |
| ------------------- | -------------------- | ---------------- |
| Copa del Mundo 1998 | Francia              | Octavos de final |
| Eurocopa 1996       | Inglaterra           | Tercer puesto    |
| Eurocopa 2000       | Bélgica-Países Bajos | Primera fase     |

## Palmarés

### Títulos nacionales
| Título             | Club              | Año  |
| ------------------ | ----------------- | ---- |
| Copa               | Liverpool F. C.   | 1992 |
| Copa de Liga       | Liverpool F. C.   | 1995 |
| Campeonato de Liga | Real Madrid C. F. | 2001 |
| Supercopa          | Real Madrid C. F. | 2001 |
| Campeonato de Liga | Real Madrid C. F. | 2003 |

### Títulos internacionales
| Título                | Club              | Año  |
| --------------------- | ----------------- | ---- |
| Liga de Campeones     | Real Madrid C. F. | 2000 |
| Liga de Campeones     | Real Madrid C. F. | 2002 |
| Supercopa de Europa   | Real Madrid C. F. | 2002 |
| Copa Intercontinental | Real Madrid C. F. | 2002 |